# Тихмењ
Тихмењ (рус. Тихмень) моренско је језеро на северозападу европског дела Руске Федерације. Налази се на на подручју Валдајског побрђа, у Фировском рејону на северу Тверске области.
Језеро обухвата акваторију површине 5,44 км², округле је физиономије са максималном дужином од 3,2 км, односно ширином до 2,6 километара. Површина језера при просечном водостају лежи на надморској висини од 221 метра. Просечна дубина је 1,67 метара, максимална до 2 метра. Укупна дужина обалске линије је 7,8 километра.
Из језера отиче речица Тихвинка (дужина водотока око 12 км) која га преко своје утоке Граничнаје повезује са басеном реке Мсте, односно Балтичког мора.
Обале језера су доста ниске, а на западу и јако замочварене. Недалеко од језера Тихмењ налазе се још два моренска језера – Серемо и Граничноје. Занимљиво је да језеро Серемо иако удаљено од Тихмења свега око 2 километра припада басену реке Волге.